# It'll Be Me
"It'll Be Me" is een nummer geschreven door Jack Clement, voor het eerst uitgebracht Jerry Lee Lewis. Hij bracht het in april 1957 uit als B-kant van zijn single "Whole Lot of Shakin' Going On".
Deze single werd uitgebracht op het Sun Records-label en geproduceerd door Clement en Sam Phillips.
Een andere, langzamere, versie van het nummer werd in mei 1958 uitgebracht op zijn eerste album Jerry Lee Lewis.

## Versie van Cliff Richard & the Shadows
Cliff Richard & the Shadows brachten hun versie uit op single in augustus 1962. Het werd uitgebracht op het Columbia-label met "Since I Lost You" als B-kant, en geproduceerd door Norrie Paramor.
Het bereikte nummer 2 in de UK Singles Chart. Ook in Nederland bereikte het de tweede plek. In tal van andere landen werd het een top-10 hit. 
In 1983 nam Richard het nummer opnieuw op voor zijn 25-jarig-jubileum-album Rock 'n' Roll Silver.

### NPO Radio 2 Top 2000
It'll Be Me stond alleen in 2000 in de NPO Radio 2 Top 2000, op plek 1384.

## Andere versies
Tom Jones heeft tweemaal een studioversie van het nummer opgenomen, een keer voor zijn album Country, de andere in 2004 samen met Jools Holland. Andere artiesten die het nummer hebben opgenomen zijn Deep Purple, Gerry & The Pacemakers, The Move, Johnny Cymbal, Bobby Vee, Johnny Winter, en Janis Martin.